# National Association of Schools of Music
Die National Association of Schools of Music (NASM) ist eine Vereinigung von Hochschulen, die als nationaler Akkreditierungsrat für Musikstudiengänge in den USA fungiert. Die NASM wurde am 20. Oktober 1924 gegründet und begann im Jahr 1939, Akkreditierungen auszustellen.
Die NASM umfasst derzeit ungefähr 644 Mitglieder und ist sowohl für Hochschulen, die akademische Titel verleihen, als auch für nicht-akademische Musikschulen zuständig.
Neben der Funktion als Akkreditierungsrat fungiert die NASM als Berater und Ausbilder für Musikschulen. Die NASM betreibt darüber hinaus institutionelle Forschung durch das Zusammenstellen und Auswerten von Statistiken, die den Betrieb von Musikschulen und -fakultäten behandeln.

## Gründung
Die NASM wurde am 20. Oktober 1924 gegründet. Die Gründungsmitglieder waren:
| Name                      | Hochschule                       |
| ------------------------- | -------------------------------- |
| Burnet Corwin Tuthill     | Cincinnati Conservatory of Music |
| John James Hattstaedt     | American Conservatory of Music   |
| Kenneth McPherson Bradley | Bush Conservatory of Music       |
| Arthur Wright Mason       | Louisville Conservatory of Music |
| Charles Newell Boyd       | Pittsburgh Musical Institute     |
| Edwin John Stringham      | Wolcott Conservatory of Music    |